# Adephaga
Los adéfagos (Adephaga, del griego adephagos, voraz) son un suborden del orden Coleopteras con más de 40 000 especies registradas en 11 familias; es el segundo suborden más grande tras los Polyphaga. La mayor parte de los coleópteros son comúnmente conocidos como escarabajos.
Se trata de coleópteros altamente especializados como los miembros de las familias y subfamilias Carabidae, Cicindelinae, Dytiscidae, Gyrinidae.

## Anatomía
Los adéfagos tienen antenas filiformes, no pectinadas y sin maza terminal. La galea del primer par de maxilas usualmente tiene dos segmentos. Los adultos tienen visible la sutura notopleural. El primer esternito abdominal visible está completamente separado por las coxas posteriores, que es una de las características principales que definen los adéfagos. Tiene cinco segmentos en los tarsos.

### Alas
Los pliegues transversos de las alas posteriores están cerca del noto. La nervadura media finaliza allí, donde se une a la nervadura crucial.

### Órganos internos
Tiene cuatro tubos de Malpighi. Al contrario de otros coleópteros, las cámaras vitelinas alternan con las cámaras ovulares en el tubo ovárico. El testículo es espiralado y tubular y posee un solo folículo; y los ovarios son politróficos.

## Glándulas pigidiales
Todas las familias de adéfagos tienen glándulas pigidiales pares localizadas dorsalmente en la región posterior del abdomen que secretan productos químicos repelentes. Las glándulas consisten en complejas invaginaciones de la cutícula con células epidérmicas contiguas al integumento. Las glándulas no tienen conexión con el recto y se abren en el octavo tergito abdominal. 
Las secreciones pasan de los lóbulos secretores, que son agregaciones de las células secretoras, a través de un tubo a un reservorio conectado con músculos. Este reservorio se estrecha formando un tubo que tiene una válvula de apertura.  Los lóbulos secretores difieren estructuralmente de un taxón a otro: pueden ser alargados, ovales, divididos basalmente, apicalmente, o no segmentados.

### Expulsión de los productos glandulares
La secreción se realiza de una de las tres siguientes maneras:
- Rezumado: si la glándula no se asocia con músculos, la descarga está limitada en cantidad.
- Aspersión: si la glándula está conectada muscularmente, típico caso de los carábidos, las sustancias se eyectan más o menos forzadamente.
- Crepitación: solo asociado con los carábidos Brachininae y numerosas especies relacionadas, que son capaces de expulsar con fuerza y a bastante distancia sus productos tóxicos cuando son molestados.

### Naturaleza química
La secreción difiere en sus constituyentes químicos, de acuerdo al taxón. Los Gyrinidae, por ejemplo, secretan norsesquiterpenos como el girinidal, isogirinidal, girinidiona, girinidona. Los Dytiscidae descargan aldehídos aromáticos, ésteres, ácidos, especialmente ácido benzoico. Los Carabidae producen ácidos carboxílicos, particularmente el ácido fórmico, ácido metacrílico, ácido tíglico, pero también cetonas cetonas alifáticas, ésteres saturados, fenoles, aldehídos aromáticos y quinonas. Hay glándulas accesorias o estructuras modificadas presentes en algunos taxones: Dytiscidae y Hygrobiidae también poseen glándulas pares protoráxicas que secretan esteroides; y las Gyrinidae son únicos por la forma ensanchada de la apertura externa de su glándula pigidial.
La función de muchos compuestos permanece desconocida. Pero se han propuesto algunas hipótesis:
- Toxinas o disuasivas antialimentarias contra sus predadores. Algunos compuestos indirectamente juegan el rol de facilitar la penetración del disuasivo dentro del sistema integumentario del predador.
- Agentes antimicrobianos y antifúngicos (especialmente en Hydradephaga).
- Un medio de incrementar la humedabilidad del integumento (especialmente en Hydradephaga).
- Feromonas de alarma (especialmente en Gyrinidae).
- Propelente de líquidos superficiales (especialmente en Gyrinidae).
- Acondicionamiento de tejidos vegetales asociados con oviposición.

## Distribución y hábitat
Los hábitats van desde cuevas hasta el dosel más elevado de las selvas tropicales, y hábitats en clima alpino. Las formas corporales de algunos están estructuralmente modificadas para adaptarse a su hábitat: los miembros de la Gyrinidae viven en la interfaz aire-agua, Rhysodinae en madera, Paussinae en nidos de hormigas.

## Alimentación
Muchas especies son depredadores. Otras menos típicas formas de alimentación incluye: algas (familia Haliplidae), semillas (Harpalinae), micofagia (Rhysodinae), caracoles (Licininae y Cychrinae). Algunas especies son ectoparasitoides de insectos (Brachininae y Lebiinae) o de Diplopoda (milpiés) (Peleciinae).

## Reproducción y estadios larvales
Algunas especies son ovovivíparos, como Pseudomorphinae.
Las larvas son activas, con cutícula bien quitinizada, frecuentemente con cercos largos y cinco patas segmentadas acabadas en dos uñas. Las larvas tienen un labro fusionado y carecen de mola (?) mandibular.

## Filogenia
Los adefágos divergen de su grupo hermano desde el Pérmico tardío; y, el más reciente ancestro común viviente de los adefágos probablemente existió en el Triásico temprano, hace cerca de 240 millones de años. Tanto los representantes acuáticos como los terrestres aparecen en el registro fósil del Triásico tardío. La fauna del Jurásico estaba constituida por Trachypachidae, Carabidae, Gyrinidae, Haliplidae. La diversificación a nivel de familia y tribu se produjo en el Mesozoico, con unas pocas tribus radiando explosivamente durante el Terciario. 
La filogenia de los adéfagos está en disputa. El grupo se dividía tradicionalmente en dos subgrupos:
- Geadephaga, comprendiendo las dos familias terrestres, Carabidae y Trachypachidae (Trachypachidae a veces es considerada una subfamilia de Carabidae).
- Hydradephaga, reuniendo todas las otras familias, que son acuáticas.

Esta división es frecuentemente criticada, con claras evidencias de que los dos grupos no son monofiléticos.